# فرد إدواردز
فرد إدواردز (بالإنجليزية: Fred Edwards)‏ هو لاعب كرة قدم أسترالية أسترالي، ولد في 9 أكتوبر 1891، وتوفي في 3 أكتوبر 1972.

## وصلات خارجية
- فرد إدواردز على موقع AustralianFootball.com (الإنجليزية)
- فرد إدواردز على موقع AFLtables.com (الإنجليزية)